# Cantó de Mesin
El cantó de Mesin és un cantó francès del departament d'Òlt i Garona, situat al districte de Nerac. Té 7 municipis i el cap és Mesin.

## Municipis
- Lanas
- Mesin
- Podenàs
- Rehaut-Lissa
- Senta Maura de Peirac
- Sent Pèr e Sent Simon
- Sòs

## Història
| Data d'elecció                           | Identitat          | Partit           | Qualitat |
| ---------------------------------------- | ------------------ | ---------------- | -------- |
| 1973-1992                                | Max Grosselle      | UDF              |          |
| 1992-2004                                | Jean Laraignou     | UDF, després UMP |          |
| 2004-                                    | Christian Bataille | PS               |          |
| les dades anteriors no són pas conegudes |                    |                  |          |
|                                          |                    |                  |          |

## Demografia
| 1962  | 1968  | 1975  | 1982  | 1990  | 1999  | 2006  |
| ----- | ----- | ----- | ----- | ----- | ----- | ----- |
| 4.700 | 5.320 | 4.675 | 4.246 | 3.916 | 3.846 | 4.005 |